# Théophile Homolle
Théophile Homolle, född 19 december 1848, död 13 juni 1925, var en fransk arkeolog.
Som medlem av franska arkeologskolan i Aten 1874-1878 ledde Homolle grävningarna i Delos. Han blev professor i Nancy 1878, direktör för Aten-skolan 1890 och lät företa viktiga systematiska utgrävningar i Delfi. 1904 blev han direktör för de franska nationalmuseerna, men avgick i samband med stölden av Mona Lisa. 1912-1913 var han åter direktör för Atenskolan, därefter generaldirektör för Bibliothèque nationale. Homolle har utgett bland annat Les archives de l'intencance sacrée à Délos (1886) samt Exploration achéologique de Délos (1909- tillsammans med Maurice Holleaux och andra) och Fouilles de Delphes (1902-).